# Plaisance (Gers)
Plaisance é uma comuna francesa na região administrativa da Occitânia, no departamento de Gers. Estende-se por uma área de 13.71 km², e possui 1.446 habitantes, segundo o censo de 2018, com uma densidade de 110 hab/km².